# Dieter Hoeness
Pour les articles homonymes, voir Hoeness.
Dieter Hoeness, né le 7 janvier 1953 à Ulm,  est un footballeur allemand qui évoluait au poste d'attaquant.
Il est le frère cadet d'Uli Hoeness, lui aussi joueur puis président du Bayern Munich, et le père de Sebastian Hoeness.

## Biographie

### En club
Dieter Hoeneß joue dans son enfance dans le club co-fondé par son père dans sa ville natale, le VfB Schwarz-Rot Ulm. Lors de la saison 1960-1961, avec son frère Uli, ils remportent le championnat régional des moins de 13 ans, Dieter joue alors au poste de gardien de but. De 1967 à 1973, Dieter joue pour le TSG Ulm 1846, le plus grand club de la ville.
À 20 ans, Dieter Hoeneß rejoint le VfR Aalen, qui évolue à cette époque au troisième niveau du football allemand. Lors de sa première saison, il remporte le championnat terminant deuxième meilleur buteur du club avec 23 réalisations. À cause de la réforme du football allemand avec la création d'une deuxième division à deux poules, le VfR Aalen ne sera pas promu et restera en troisième division. La saison suivante, le club gagne de nouveau le championnat, mais échoue lors des barrages de montée. Cependant, Dieter Hoeneß en rejoignant le VfB Stuttgart en 1975, jouera en deuxième division.
Il fait ses débuts avec Stuttgart, lors de la 7e journée, le 13 septembre 1975 lors d'une défaite à domicile (0-2) contre Mayence. Dieter marque son premier but en deuxième division lors de la 11e journée contre Röchling Völklingen. Après deux saisons, le VfB Stuttgart monte en Bundesliga.
Dieter Hoeneß, dispute son premier match de Bundesliga, le 6 août 1977, lors de la première journée contre le Bayern Munich (3-3). Il inscrit son premier but le 31 août lors de la défaite à domicile contre Hambourg SV (1-2).

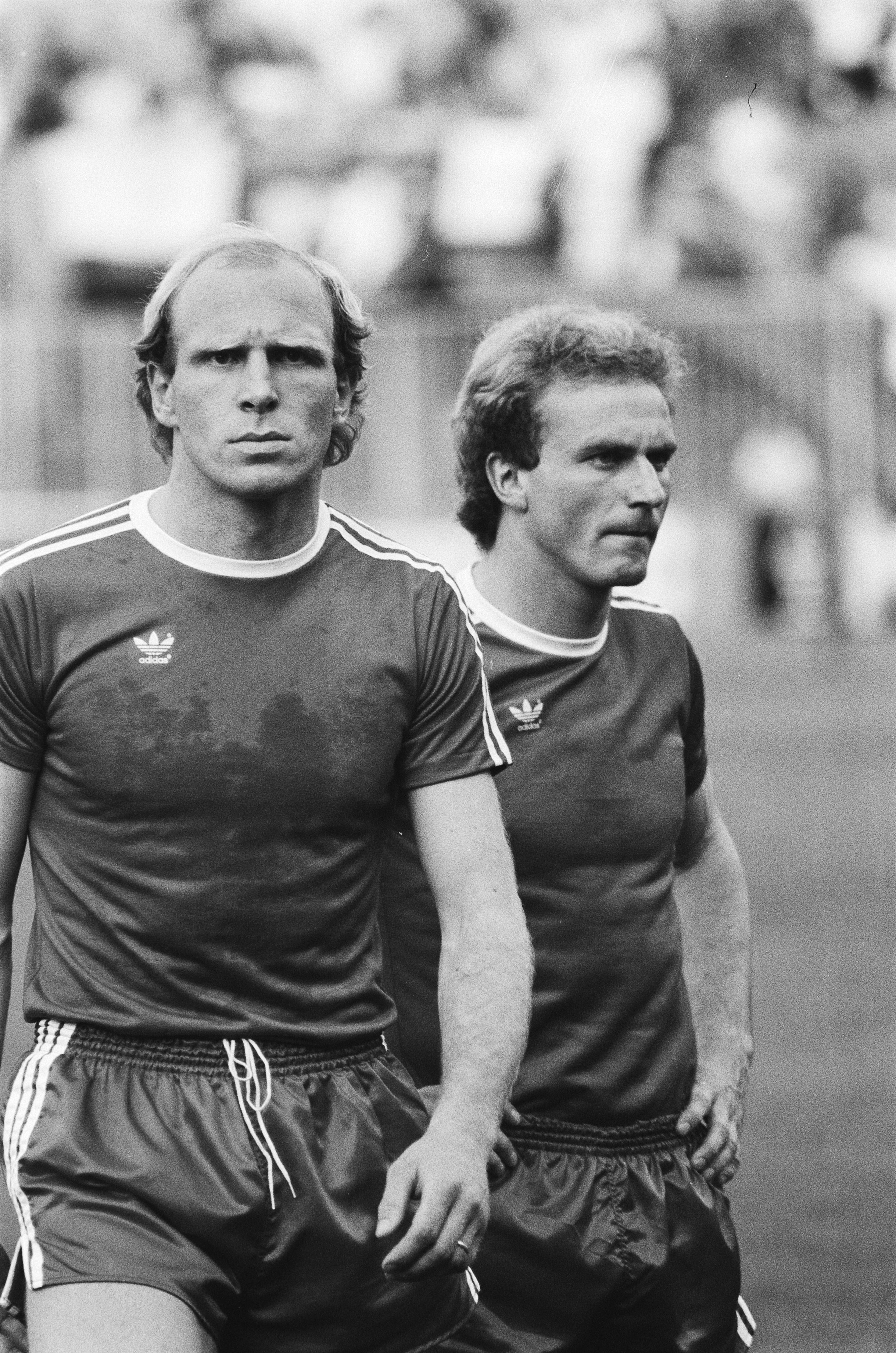
Dieter Hoeneß (à gauche) avec Karl-Heinz Rummenigge lors de la finale contre Aston Villa, en 1982

En 1979, il rejoint le Bayern Munich, jusqu'en 1987 il marquera  en championnat 102 buts en 224 matchs pour les bavarois. En coupes d'Europe, il marquera 26 buts en 52 matchs. Lors de la Coupe UEFA 1979-1980, il atteindra la demi finale et terminera meilleur buteur de la compétition, avec 7 réalisations.
En 1982, il perd la finale de la Coupe des clubs champions européens contre Aston Villa, mais sera de nouveau meilleur buteur de la compétition avec 7 buts.
Avec ses 1,88m, Dieter Hoeness est un des meilleurs joueurs de tête dans les années 80. Il est l'homme du match de la finale de coupe d'Allemagne  1982. En effet, bien que blessé à la tête en première mi-temps, il reste sur le terrain avec un bandage. Mené 2-0 à la mi-temps par le FC Nuremberg, le Bayern Munich remporte le match 4-2. Dieter Hoeness est un grand artisan de cette victoire avec une passe décisive de la tête et un but de la tête également. Depuis il sera surnommé Turban.
Le 25 février 1984, lors de la victoire du Bayern Munich 6 à 1 contre Eintracht Brunswick, Dieter Hoeneß marque cinq buts d'affilée en 21 minutes.
Dieter Hoeneß termine sa carrière de joueur en 1987 au Bayern Munich en ayant remporté cinq championnats et trois Coupe d'Allemagne.

### En équipe nationale
Il honore sa première sélection nationale le 28 mars 1979 avec l'équipe d'Allemagne B contre l'équipe A de Norvège, victoire 3 à 0. Le 22 mai 1979, il joue pour la première fois avec l'équipe d'Allemagne lors de la victoire 3 à 1 contre l'Irlande, où il inscrit également son premier but international. Une semaine plus tard, en Islande, il marque deux buts lors de la victoire 3 à 1 pour l'Allemagne.
Il ne sera plus sélectionné pendant sept années, c'est Franz Beckenbauer qui le rappellera le 9 avril 1986 pour jouer contre la Suisse où il inscrit l'unique but de la rencontre.
Lors de la Coupe du  monde 1986 il joue en quart de finale et rentre en jeu lors de la finale perdue par l'Allemagne face à l'Argentine de Diego Maradona, sur le score de 3 buts à 2.
Comme son frère, Uli Hoeneß qui a disputé la finale de 1974, Dieter Hoeness a participé à une finale de Coupe du monde.

### Carrière de manager
Après sa carrière de footballeur, Dieter Hoeneß travaille pour la société Commodore, à cette époque sponsor du Bayern Munich, en 1990 il rejoint son ancien club, le VfB Stuttgart comme directeur marketing.
En 1997 il devient le manager du Hertha Berlin, en 2009 après des problèmes internes il démissionne un an avant la fin de son contrat et rejoint Wolfsburg, en 2011 il sera remplacé par Felix Magath, également entraineur du club.
Après sa carrière, Dieter Hoeneß s'installe à Munich, avec son frère Uli ils pratiquent régulièrement le golf.

## Palmarès
- Finaliste de la Coupe du monde 1986 avec l'équipe d'Allemagne
- Finaliste de la Coupe d'Europe des clubs champions en 1987 avec le Bayern Munich
- Champion d'Allemagne en 1980, 1981, 1985, 1986 et 1987 avec le Bayern Munich
- Vainqueur de la Coupe d'Allemagne en 1982, 1984 et 1986 avec le Bayern Munich
- Meilleur buteur de la Ligue des champions en 1982 avec sept buts